# السوق المركزية (تونس)
السوق المركزية هي أكبر سوق يومية للخضر والغلال واللحوم والأسماك بالعاصمة التونسية، وبالإضافة إلى ذلك فينتصب خارجها باعة النباتات المختلفة والتمور والمخللات. وكانت هذه السوق تسمى عند السكان بفندق الغلة. وهي تحتل موقعا وسطا بين الجزء الحديث من المدينة والمدينة العتيقة. وهي تفتح على أنهج تجارية رئيسية هي: شارل ديغول إسبانيا ويوغسلافيا. 

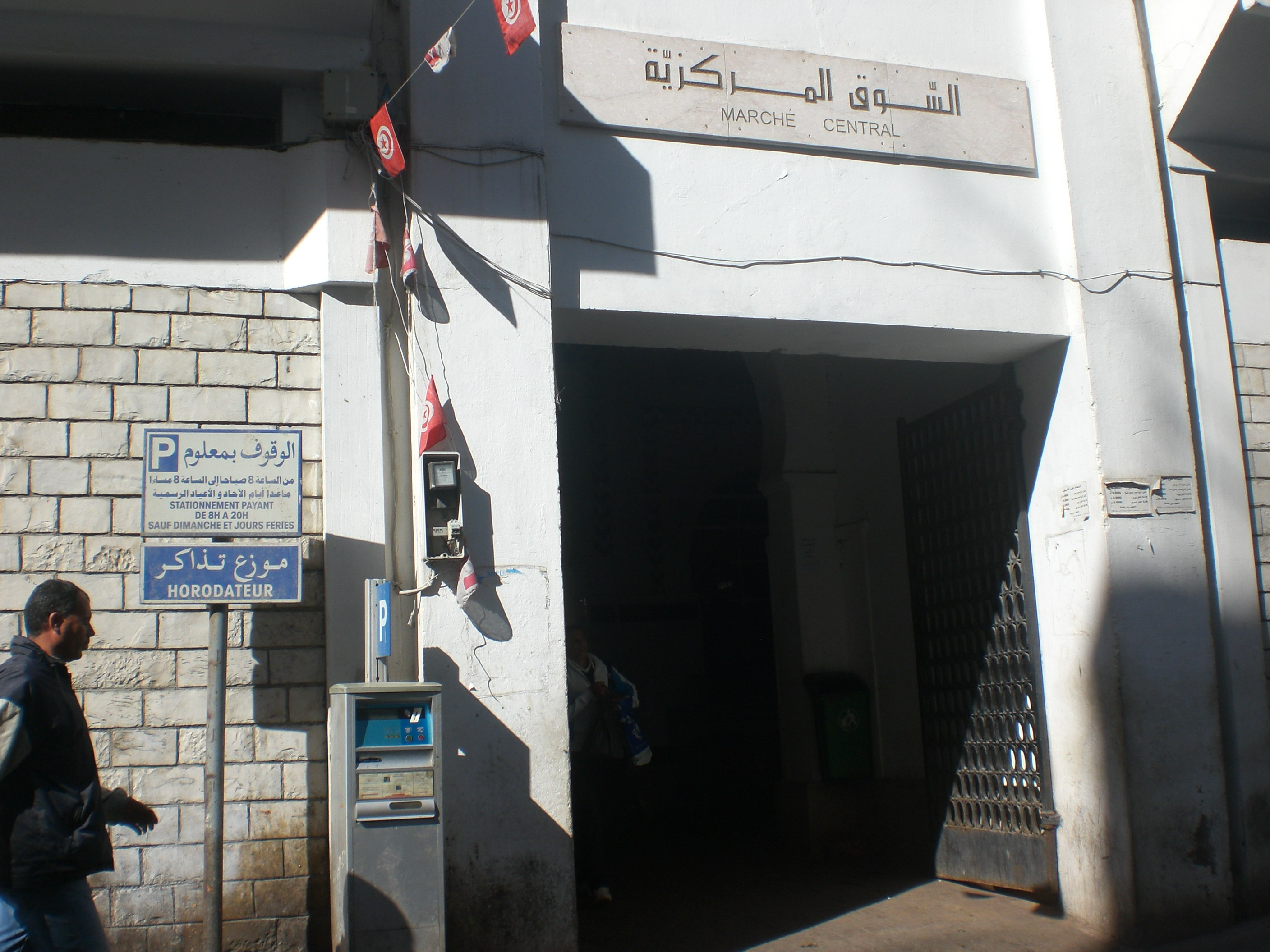
مدخل السوق المركزية من نهج إسبانيا